# Writing in the diary
「Writing in the diary」（ライティング イン ザ ダイアリー）は、日本のバンドPay money To my Painの2枚目のシングルである。2008年7月30日発売。発売元はバップ。

## 概要
- 前作から1年7ヶ月ぶりとなるシングルで、ギターのJINが脱退後初となる作品。
- 紙ジャケット仕様で、CD+DVD形態で発売。DVDにはPVやライブツアーファイナルの映像を収録。

## 収録曲

### CD
1. Out of my hands(3:16)
作詞：K、作曲・編曲：Pay money To my Pain
2. Close the door(5:07) 
作詞：K、作曲・編曲：Pay money To my Pain
3. Anxiety(5:10) 
作詞：K、作曲・編曲：Pay money To my Pain

### DVD
1. All because of you（Exclusive Film）
2. Out of my hands（PV）
3. LIVE FILM (3songs) from PTP TOUR 2007 “Another day comes” FINAL @ Daikanyama UNIT -2007.11.5-
「Paralyzed Ocean」「From Here To Somewhere」「Against The Pill」の3曲を収録。